# 2022-es UCI Women’s World Tour
A 2022-es UCI Women’s World Tour egy versenysorozat volt, mely 23 országútikerékpár-versenyt foglalt magában a 2022-es női kerékpáros szezonban. Ez volt a Nemzetközi Kerékpáros-szövetség (UCI) által 2016-ban létrehozott UCI Women’s World Tour hetedik kiírása.

## Csapatok
| UCI Women’s WorldTeam csapatok (14)- Canyon-SRAM Racing - EF Education-TIBCO-SVB - FDJ Nouvelle Aquitaine Futuroscope - Human Powered Health - Liv Racing Xstra - Movistar Team - Roland Cogeas-Edelweiss Squad - Team BikeExchange-Jayco - Team DSM - Team Jumbo-Visma - SD Worx - Trek-Segafredo - UAE Team ADQ - Uno-X Pro Cycling Team |
| |

## Versenyek
| márc. 5.                            | 1  | női Strade Bianche            | Lotte Kopecky (SD Worx)                            |
| márc. 12.                           | 2  | női Ronde van Drenthe         | Lorena Wiebes (Team DSM)                           |
| márc. 20.                           | 3  | Trofeo Alfredo Binda          | Elisa Balsamo (Trek-Segafredo)                     |
| márc. 24.                           | 4  | Classic Brugge–De Panne       | Elisa Balsamo (Trek-Segafredo)                     |
| márc. 27.                           | 5  | női Gent–Wevelgem             | Elisa Balsamo (Trek-Segafredo)                     |
| ápr. 3.                             | 6  | női flandriai körverseny      | Lotte Kopecky (SD Worx)                            |
| ápr. 10.                            | 7  | női Amstel Gold Race          | Marta Cavalli (FDJ-Nouvelle Aquitaine-Futuroscope) |
| ápr. 16.                            | 8  | női Párizs–Roubaix            | Elisa Longo Borghini (Trek-Segafredo)              |
| ápr. 20.                            | 9  | női La Flèche Wallonne        | Marta Cavalli (FDJ-Nouvelle Aquitaine-Futuroscope) |
| ápr. 24.                            | 10 | női Liège–Bastogne–Liège      | Annemiek van Vleuten (Movistar Team)               |
| 2022. május 13. – 15.               | 11 | Itzulia Women                 | Demi Vollering (SD Worx)                           |
| 2022. május 19. – 22.               | 12 | Vuelta a Burgos Feminas       | Juliette Labous (Team DSM)                         |
| 2022. május 27. – 29.               | 13 | RideLondon Classique          | Lorena Wiebes (Team DSM)                           |
| 2022. június 6. – 11.               | 14 | The Women's Tour              | Elisa Longo Borghini (Trek-Segafredo)              |
| 2022. június 30. – július 10.       | 15 | Giro d’Italia Donne           | Annemiek van Vleuten (Movistar Team)               |
| 2022. július 24. – 31.              | 16 | Tour de France Femmes         | Annemiek van Vleuten (Movistar Team)               |
| aug. 6.                             | 17 | Open de Suède Vårgårda TTT    | Trek-Segafredo                                     |
| aug. 7.                             | 18 | Open de Suède Vårgårda RR     | Audrey Cordon-Ragot (Trek-Segafredo)               |
| 2022. augusztus 9. – 14.            | 25 | Tour of Scandinavia           | Cecilie Uttrup Ludwig (FDJ-Suez-Futuroscope)       |
| aug. 27.                            | 19 | Classic Lorient Agglomération | Margarita Victoria García (UAE Team ADQ)           |
| 2022. augusztus 30. – szeptember 4. | 20 | Simac Ladies Tour             | Lorena Wiebes (Team DSM)                           |
| 2022. szeptember 7. – 11.           | 21 | La Vuelta Femenina            | Annemiek van Vleuten (Movistar Team)               |
| 2022. október 7. – 9.               | 22 | női Tour de Romandie          | Ashleigh Moolman (SD Worx)                         |
| 2022. október 13. – 15.             | 23 | Csungming-szigeti körverseny  | törölve                                            |
| okt. 18.                            | 24 | női kuanghszi körverseny      | törölve                                            |

## Eredmények

### Egyéni összetett
| Pontverseny | Pontverseny           | Pontverseny                        | Pontverseny  | Pontverseny |
| Versenyző   | Versenyző             | Csapat                             | Pont         |             |
| ----------- | --------------------- | ---------------------------------- | ------------ | ----------- |
| 1.          | Annemiek van Vleuten  | Movistar Team                      | 2940.33 pont |             |
| 2.          | Demi Vollering        | SD Worx                            | 2681.17 pont |             |
| 3.          | Lorena Wiebes         | Team DSM                           | 2526 pont    |             |
| 4.          | Elisa Longo Borghini  | Trek-Segafredo                     | 2364.33 pont |             |
| 5.          | Lotte Kopecky         | SD Worx                            | 2285.17 pont |             |
| 6.          | Elisa Balsamo         | Trek-Segafredo                     | 2256.33 pont |             |
| 7.          | Liane Lippert         | Team DSM                           | 1751 pont    |             |
| 8.          | Ashleigh Moolman      | SD Worx                            | 1639 pont    |             |
| 9.          | Cecilie Uttrup Ludwig | FDJ-Nouvelle Aquitaine-Futuroscope | 1576 pont    |             |
| 10.         | Katarzyna Niewiadoma  | Canyon-SRAM Racing                 | 1550.5 pont  |             |

### Csapat
| Csapatverseny | Csapatverseny                      | Csapatverseny | Csapatverseny |
| Csapat        | Csapat                             | Pont          |               |
| ------------- | ---------------------------------- | ------------- | ------------- |
| 1.            | SD Worx                            | 9443.02 pont  |               |
| 2.            | Trek-Segafredo                     | 7388.98 pont  |               |
| 3.            | Team DSM                           | 7271 pont     |               |
| 4.            | FDJ Nouvelle Aquitaine Futuroscope | 6554 pont     |               |
| 5.            | Canyon-SRAM Racing                 | 5352 pont     |               |
| 6.            | Movistar Team                      | 5257.96 pont  |               |
| 7.            | Team Jumbo-Visma                   | 3749.04 pont  |               |
| 8.            | UAE Team ADQ                       | 3208 pont     |               |
| 9.            | Team BikeExchange-Jayco            | 3074.02 pont  |               |
| 10.           | Valcar-Travel & Service            | 2564 pont     |               |

## Fordítás
- Ez a szócikk részben vagy egészben  a(z)   2022 UCI Women's World Tour című angol Wikipédia-szócikk ezen változatának fordításán alapul.  Az eredeti cikk szerkesztőit annak laptörténete sorolja fel. Ez a jelzés csupán a megfogalmazás eredetét és a szerzői jogokat jelzi, nem szolgál a cikkben szereplő információk forrásmegjelöléseként.